# Eschweilera caudiculata
Eschweilera caudiculata är en tvåhjärtbladig växtart som beskrevs av Reinhard Gustav Paul Knuth. Eschweilera caudiculata ingår i släktet Eschweilera och familjen Lecythidaceae. Inga underarter finns listade i Catalogue of Life.